# زمین‌لرزه ۱۹۵۳ شیلی
زمین‌لرزه شیلی  در تاریخ ۶ مه ۱۹۵۳ میلادی، برابر با ‎۱۶ اردیبهشت ۱۳۳۲، ساعت ۱۷:۱۶:۵۰ به زمان یوتی‌سی در شیلی رخ داد. ژرفای این زلزله ۶۴ کیلومتر بود. بزرگی آن ۷٫۵ در مقیاس mB اعلام شده‌است. زمین‌لرزه به وقت محلی در روز چهارشنبه، ساعت ۱۳ روی داده و منطقه زمانی آن یوتی‌سی -۴ بوده‌است (با لحاظ تغییر ساعت تابستانی).
سازمان زمین‌شناسی آمریکا نیز جای این زمین‌لرزه را در مختصات ۳۶°۳۰′جنوبی ۷۲°۳۶′غربی / ۳۶٫۵°جنوبی ۷۲٫۶°غربی و بزرگی آنرا برابر با ۷٫۶ در مقیاس ریشتر اعلام کرده‌است. ژرفای گزارش شده از سوی این سازمان ۶۰ کیلومتر می‌باشد.
سونامی نیز در این زلزله گزارش شده‌است.